# Índice de Desempenho Ambiental

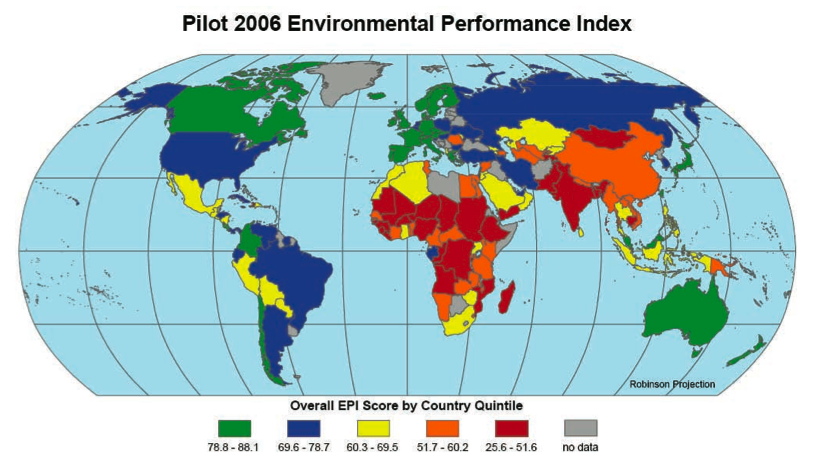
Mapa mostrando por categorias de classificação os Índices de Desempenho Ambiental de 2006.

O Índice de Desempenho Ambiental, ou Índice de Performance Ambiental (Inglês: Environmental Performance Index, sigla EPI) é um método para quantificar e classificar numericamente o desempenho ambiental das políticas de um país. O EPI foi antecedido pelo Índice de Sustentabilidade Ambiental (Inglês:  Environmental Sustainability Index, sigla ESI), publicado entre 1999 e 2005. Ambos indicadores foram desenvolvidos pelo Centro de Política e Lei Ambiental da Universidade de Yale, em conjunto com a Rede de Informação do Centro Internacional de Ciências da Terra da Universidade de Columbia. O ESI foi desenvolvido para avaliar a sustentabilidade relativa entre países. Devido a mudanças no enfoque da equipe de pesquisa que desenvolveu o ESI, o novo índice EPI utiliza indicadores orientados para resultados, pelo qual serve como índice de comparação, permitindo assim um melhor entendimento por parte de políticos, cientistas, ONGs e o público em geral.
Segundo o relatório oficial (em inglês), que explica as metodologias utilizadas, o objetivo do EPI é oferecer métricas quantitativas baseadas na ciência para auxiliar os países no desenvolvimento de metas sustentáveis de longo prazo.
Até janeiro de 2010 foram publicados três relatórios, o Índice de Desempenho Ambiental Piloto de 2006, o Índice de Desempenho Ambiental de 2008. e o Índice de Desempenho Ambiental de 2010.
Na versão de 2010 foram avaliados 163 países, e os cinco países liderando a classificação mundial são Islândia, Suíça, Costa Rica, Suécia e Noruega. Na América Latina quatro países classificaram-se entre os 20 melhores do mundo, Costa Rica (3),Cuba (9), Colômbia (10) e Chile (16). Os cinco países com a mais baixa qualificação são Togo, Angola, Mauritânia, a República Centro-Africana, e Serra Leoa. Portugal classificou-se no lugar 19 e o Brasil no lugar 62.

## Variáveis consideradas
Para o cálculo do EPI de 2008, os pesquisadores mudaram a metodologia utilizada na estimativa do índice em 2006. Na metodologia de 2008 as variáveis dividem-se em dois grandes objetivos, saúde ambiental e vitalidade dos ecossistemas. A vitalidade ambiental por sua vez se divide em três categorias de políticas: o impacto do ambiente na saúde, água potável e saneamento básico, e os efeitos da qualidade do ar na saúde. A vitalidade dos ecossistemas divide-se em cinco categorias de políticas: efeitos da poluição do ar nos ecossistemas, recursos hídricos, biodiversidade e habitat, recursos naturais produtivos e mudança do clima. Sob todas estas categorias foram avaliados os seguintes 25 indicadores.
| OBJETIVO      |                                        | Saúde Ambiental                     |                                      |
| POLITICAS     | Efeito do ambiente nas doenças         | Água potável e saneamento           | Qualidade do ar na saúde             |
| INDICADORES   | 1. Efeito do ambiente nas doenças      | 2. Saneamento básico                | 4. Partículas suspensas (urbano)     |
|               |                                        | 3. Água Potável                     | 5. Poluição do ar em interiores      |
|               |                                        |                                     | 6. Ozônio ao nível da solo           |
| OBJETIVO      |                                        | Vitalidade dos ecossistemas         |                                      |
| POLITICAS     | Poluição do ar em ecossistemas         | Recursos hídricos                   | Biodiversidade e habitat             |
| INDICADORES   | 7. Ozônio em ecossistemas              | 9. Qualidade da água natural        | 11. Risco de preservação             |
|               | 8. Emissões de dióxido de enxofre      | 10. Demanda sobre a água disponível | 12. Preservação efetiva              |
|               |                                        |                                     | 13. Habitats críticos                |
|               |                                        |                                     | 14. Áreas marinas protegidas         |
| POLITICAS     | Recursos naturais produtivos           | Recursos naturais productivos       | Recursos naturais produtivos         |
| SUB-CATEGORIA | Recursos das florestas                 | Recursos de pesca                   | Recursos agrícolas                   |
| INDICADORES   | 15. Reserva árvores em crescimento     | 16. Intensidade da pesca marítima   | 18. Intensidade da irrigação         |
|               |                                        | 17. Práticas com rede de pesca      | 19. Subvenção agrícola               |
|               |                                        |                                     | 20. Intensidade de terras cultivadas |
|               |                                        |                                     | 21. Intensidade de áreas queimadas   |
|               |                                        |                                     | 22. Regulamento do uso de pesticidas |
| POLITICAS     | Mudança do Clima (Gáses efeito estufa) |                                     |                                      |
| INDICADORES   | 23. Emissões per capita                |                                     |                                      |
|               | 24. Emissões/Geração elétrica          |                                     |                                      |
|               | 25. Emissões industriais de CO2        |                                     |                                      |

## Classificação EPI 2012
Em 25 de Janeiro de 2012, foi divulgado o ranking de 2012, com 132 países. Neste novo ranking, o Brasil ocupa a 30a colocação. O último lugar (132) é ocupado pelo Iraque

### Os 30 melhores países no mundo - EPI 2012
Os 30 melhores países no mundo segundo o EPI 2012 são:
| 1. Suíça 76.69 2. Letônia 70.37 3. Noruega 69.92 4. Luxemburgo 69.2 5. Costa Rica 69.03 6. Canadá 69 7. Áustria 68.92 8. Costa Rica 68.9 9. Reino Unido 68.82 10. Suécia 68.82 | 1. Alemanha 66.91 2. Eslováquia 66.62 3. Islândia 66.28 4. Nova Zelândia 66.05 5. Albânia 65.85 6. Países Baixos 65.65 7. Lituânia 65.5 8. Chéquia 64.79 9. Finlândia 64.44 10. Croácia 64.16 | 1. Dinamarca 63.61 2. Polónia 63.47 3. Japão 63.36 4. Bélgica 63.02 5. Malásia 62.51 6. Brunei 62.49 7. Colômbia 62.33 8. Slovenia 62.25 9. Taiwan 62.23 10. Brasil 60.9 |

#### Os 10 mais bem classificados naAmérica Latina
O número entre parentesis corresponde à posição do país na classificação de 2012 em relação os 132 países avaliados.
1. Costa Rica 69.03 (5)
2. Colômbia 62.33 (27)
3. Brasil 60.90 (30)
4. Equador 60.55 (31)
5. El Salvador 59.23 (35)
6. Panamá 57.94 (39)
7. Uruguai 57.06 (46)
8. Cuba 56.48 (50)
9. Argentina 56.48 (50)
10. Venezuela 55.62 (56)

## Classificações EPI 2006 a 2010

### Os 30 melhores países no mundo - EPI 2010
Os 30 melhores países no mundo segundo o EPI 2010 eram:
| 1. Islândia 93.5 2. Suíça 89.1 3. Costa Rica 86.4 4. Suécia 86.0 5. Noruega 81.1 6. Ilhas Maurícias 80.6 7. França 78.2 8. Áustria 78.1 9. Cuba 78.1 10. Colômbia 76.8 | 1. Malta 76.3 2. Finlândia 74.7 3. Eslovênia 74.5 4. Reino Unido 74.2 5. Nova Zelândia 73.4 6. Chile 73.3 7. Alemanha 73.2 8. Itália 73.1 9. Portugal 73.0 10. Japão 72.5 | 1. Letônia 72.5 2. Chéquia 71.6 3. Albânia 71.4 4. Panamá 71.4 5. Espanha 70.6 6. Belize 69.9 7. Antigua and Barbuda 69.8 8. Singapura 69.6 9. Sérvia e Montenegro 69.4 10. Equador 69.3 |

### Os 10 mais bem classificados naAmérica Latina
O número em parênteses corresponde à posição do país na classificação de 2010 em relação aos 163 países avaliados.
1. Costa Rica 86,4 (3)
2. Cuba 78,1 (9)
3. Colômbia 76,8 (10)
4. Chile 73.3 (16)
5. Panamá 71.4 (24)
6. Equador 69,3 (30)
7. Peru 69,3 (31)
8. El Salvador 69,1 (34)
9. República Dominicana 68,4 (36)
10. México 67,3 (43)

| 1. Suíça 95.5 2. Noruega 93.1 3. Suécia 93.1 4. Finlândia 91.4 5. Costa Rica 90.5 6. Áustria 89.4 7. Nova Zelândia 88.9 8. Letônia 88.8 9. Colômbia 88.3 10. França 87.8 | 1. Islândia 87.6 2. Canadá 86.6 3. Alemanha 86.3 4. Reino Unido 86.3 5. Eslovênia 86.3 6. Lituânia 86.2 7. Eslováquia 86.0 8. Portugal 85.8 9. Estónia 85.2 10. Croácia 84.6 | 1. Japão 84.5 2. Equador 84.4 3. Hungria 84.2 4. Itália 84.2 5. Albânia 84.0 6. Dinamarca 84.0 7. Malásia 84.0 8. Rússia 83.9 9. Chile 83.4 10. Espanha 83.1 |

### Os 30 melhores países no mundo - EPI 2006
| 1. Nova Zelândia 88.0 2. Suécia 87.8 3. Finlândia 87.0 4. Chéquia 86.0 5. Reino Unido 85.6 6. Áustria 85.2 7. Dinamarca 84.2 8. Canadá 84.0 9. Malásia 83.3 10. Irlanda 83.3 | 1. Portugal 82.9 2. França 82.5 3. Islândia 82.1 4. Japão 81.9 5. Costa Rica 81.6 6. Suíça 81.4 7. Colômbia 80.4 8. Noruega 80.2 9. Grécia 80.2 10. Austrália 80.1 | 1. Itália 79.8 2. Alemanha 79.4 3. Espanha 79.2 4. Taiwan 79.1 5. Eslováquia 79.1 6. Chile 78.9 7. Países Baixos 78.7 8. Estados Unidos 78.5 9. Chipre 78.4 10. Argentina 77.7 |